# Canon EOS 200D
Canon EOS 200D (Canon EOS Rebel SL2) — легка любительська 24,2 піксельна цифрова дзеркальна фотокамера з екраном зі змінним кутом огляду. Є однією з найлегших камер у світі. Анонсована у червні 2017 року.

## Технічні характеристики[1][2]
- Роздільна здатність: 24,2 МП
- Безперервна зйомка: 5 кадр./с
- Розширення до ISO 51 200 Макс. ISO 25 600
- Відео: EOS Full HD 60p
- Оптичний видошукач: 9-точкове автофокусування
- Процесор обробки зображень: DIGIC 7
- Режим Live View
- Технологія Dual Pixel CMOS AF
- Бездротовий зв'язок
- Bluetooth®, NFC та Wi-Fi